# Карнавал (фільм, 1986)
«Карнавал» — радянський телефільм-балет 1986 року. Екранізація балету, поставленого балетмейстером Михайлом Фокіним на музику Роберта Шумана  в 1910 році.

## Сюжет
За мотивами балету Михайла Фокіна на музику Роберта Шумана.

## У ролях
- Ірина Шапчіц — Коломбіна
- Сергій Віхарєв — Арлекін
- Маргарита Куллік — Метелик
- Володимир Балибін — П'єро
- Валентин Оношко — епізод
- Валентина Ганібалова — Кіаріна
- Олександра Гривніна — епізод
- Вадим Десницький — епізод
- Юрій Жуков — епізод

## Знімальна група
- Режисери — Євгенія Попова, Костянтин Сергєєв
- Сценарист — Костянтин Сергєєв
- Оператор — Микола Горський
- Художник — Лариса Луконіна